# ГЕС Бірсфельден
ГЕС Бірсфельден (нім. Kraftwerk Birsfelden) — гідроелектростанція у Швейцарії на Верхньому Рейні, розташована в межах міста Базель. Входить до складу рейнського каскаду, знаходячись між ГЕС Аугст-Вілен (вище по течії) та Кембс.
При спорудженні станції, введеної в експлуатацію у 1954 році, праву протоку Рейну перекрили греблею, яка складається із п'яти водопропускних шлюзів та машинного залу. Останній  обладнано чотирма турбінами типу Каплан потужністю по 30 МВт, які при напорі у 9 метрів забезпечують виробництво близько 0,55 млрд кВт·год електроенергії на рік. У лівій протоці Рейну споруджено два судноплавних шлюзи із розмірами шлюзових камер 180х12 метрів та 190х12 метрів.
Вже за первісним проєктом середини XX століття ГЕС була обладнана рибоходом.
Видача продукції відбувається по ЛЕП, що працює під напругою 50 кВ.